# Frontmotor
Frontmotor kallas en fordonskonstruktion där motorn är placerad i fordonets främre del. Detta är den vanligast förekommande motorplaceringen på personbilar och lastbilar.

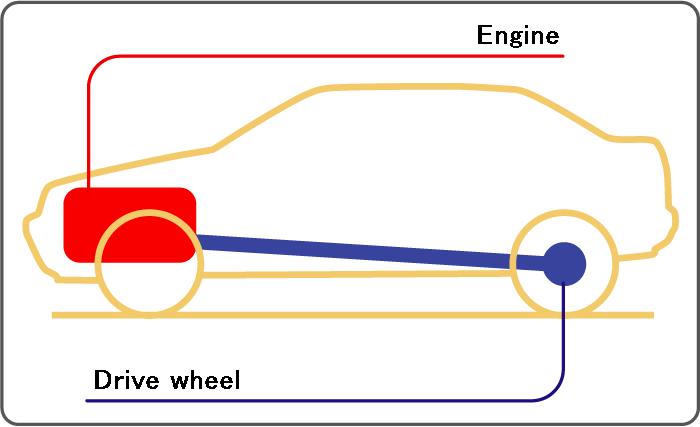
Skiss över frontmotor och bakhjulsdrift

Skiss över frontmotor och framhjulsdrift

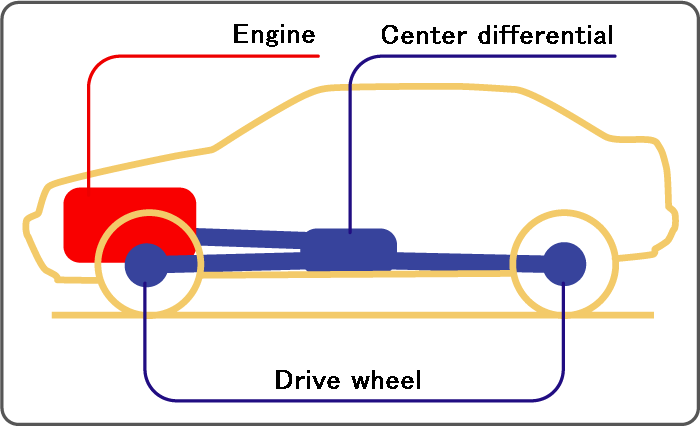
Skiss över frontmotor och fyrhjulsdrift

Bilar med bakhjulsdrift brukar ha motorn och växellådan på längden med växellådan riktad bakåt, mot bakaxeln som via en kardanaxel och en differentialväxel driver bakhjulen. Dessa bilar är i huvudsak understyrda vid vanlig körning, men kan bli överstyrda i till exempel halka. Detta är vanligast förekommande på äldre bilar.
Vissa bakhjulsdrivna bilar kan även ha växellådan placerad bak, vid differentialväxeln, vilket ger mer plats i motorutrymmet, bättre viktfördelning, framkomlighet och väghållning. Det kan förstöra baksäteskomforten och förekommer mest på sportbilar som oftast inte har något baksäte. Denna konstruktion kallas för transaxel.
Bilar med framhjulsdrift brukar ha motorn på tvären, med växellådan antingen under eller bredvid motorn. Motorn, växellådan och differentialväxeln är sammanbyggda som en enhet med drivknutar som driver direkt på framhjulen. Äldre framhjulsdrivna bilar kan även ha motorn på längden och framhjulsdrift enligt samma princip; motorn, växellådan och differentialen sammanbyggda som en enhet drivande direkt på framhjulen med drivknutar.
Bilar med framhjulsdrift är oftast understyrda, har bra väghållning och har bra framkomlighet. Nackdelen är att en kraftig sladd kan vara svårare att häva än på en bakhjulsdriven bil, då man inte kan "gasa sig ur" sladden på samma sätt. Framhjulsdrivna bilar är oftast svårare att serva än bakhjulsdrivna.
De flesta moderna bilar är framhjulsdrivna för att det idag är en billigare drivlina att bygga. Förr i tiden var de dyrare att bygga, men eftersom de i genomsnitt hade bättre säkerhet än bakhjulsdrivna bilar på de flesta väglag så var konceptet ändå framgångsrikt, då antispinn- och antisladdsystem vid denna tid inte fanns.
De flesta lastbilar har idag frontmonterad motor under förarplatsen, men även frontmonterade framför förarplatsen förekommer också i sällsynta fall. Den senare konstruktionen var vanligare förr i tiden, fram till 1970-talet. Att de flesta idag väljer frontmonterad motor under förarplatsen beror främst på att man då kan ha mera plats för last, och att det inte är någon "nos" framför lastbilen som tar plats i trånga utrymmen.
Nackdelen är att det blir något svårare att komma åt motorn och att det blir bullrigare i kupén, oftast kan man fälla fram kupén för eventuella motorreparationer men motorn är ändå svårare att komma åt jämfört med den äldre konstruktionen.
Långtradare brukar oftare ha den äldre konstruktionen med motorn framför förarplatsen, i Sverige är dock den nyare konstruktionen vanligast i båda fallen.
På bussar var frontmonterad motor vanligt fram till omkring 1960-talet, varefter de allra flesta busstillverkare gick över till bakmonterade motorer, främst för att få mera plats i bussens främre delar och därmed lägre insteg och mindre buller vid förarplatsen.
Hos minibussar, terrängbussar och vissa korta turistbussar är dock frontmotor fortfarande vanligast.

## Se även

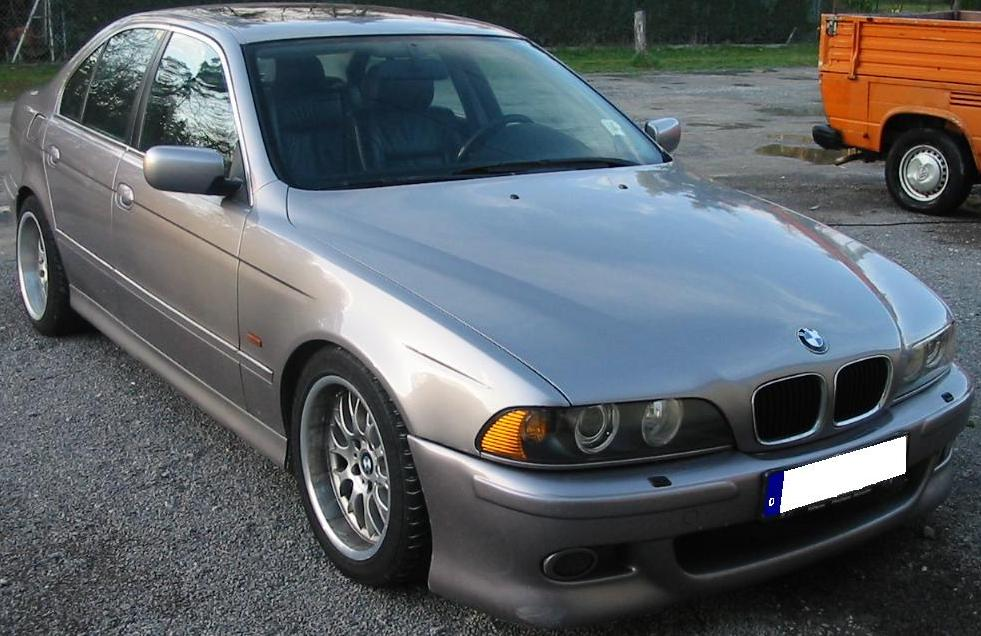
En typisk bil med frontmotor och bakhjulsdrift - BMW 5-serien

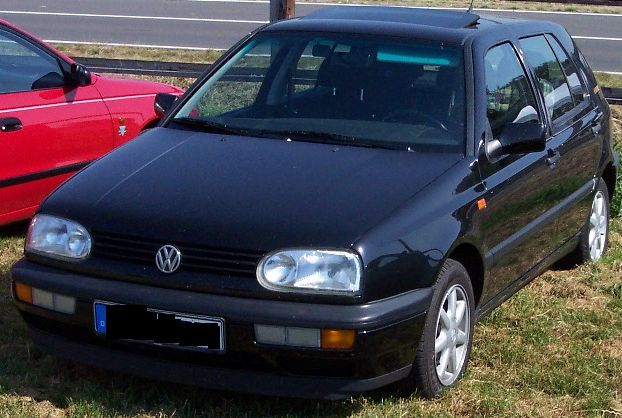
En typisk bil med tvärställd frontmotor och framhjulsdrift, Volkswagen Golf.